# AVI
Audio Video Interleave (скраћено AVI) је Мајкрософтов дефинисани формат за видео, изведен из RIFF-а, направљен 1991. за Виндоус 3.1. AVI систем функционише на принципу који је осмишљен 1970-их за Интел 8068 процесоре.